# Open Windows
Open Windows este un film thriller spaniol din 2014, scris și regizat de Nacho Vigalondo. În rolurile principale sunt Elijah Wood, Sasha Grey and Neil Maskell. Premiera mondială a filmului a avut loc pe 10 martie 2014 la South by Southwest. Acesta este primul film al lui Vigalondo în limba engleză.

## Distribuție
- Elijah Wood în rolul lui Nick Chambers
- Sasha Grey în rolul lui Jill Goddard
- Neil Maskell în rolul lui Chord
- Nacho Vigalondo în rolul lui Richy Gabilondo
- Iván González în rolul lui Tony
- Scott Weinberg în rolul lui Don Delano
- Trevante Rhodes în rolul lui Brian
- Brian Elder în rolul lui Fantastic Fest Attendee
- Adam Quintero în rolul lui Pierre
- Adam J. Reeb în rolul lui Fantastic Fest Fan
- Daniel Pérez Prada în rolul lui Triop
- Mike McCutchen în rolul lui Moviegoer
- Jaime Olías
- Rachel Arieff
- Ulysses Lopez